# 妹ガンダム
『妹ガンダム』（いもうとガンダム）は、雑誌「ガンダムエース」で連載された徳光康之による漫画。アニメ『機動戦士ガンダム』を題材にした作品でもある。キャッチコピーは「新感覚妹萌え格闘ギャグ漫画」。

## 概要
本作は、「1stガンダム」を愛するあまり、作品に由来する様々な攻撃能力を身につけた主人公・月蔵奈打やライバル達などの妹キャラクターと怪人達との、超常的な対決バトルを中心としたギャグ漫画である。
登場人物の名前や技などは基本的にガンダム関連作品の駄洒落である。その対象は初代ガンダムがほとんどで、『機動戦士Ζガンダム』以降のネタは稀である。
また、作者の徳光が過去にほとんど描いたことのない萌えキャラを中心とした作品であり、その極端かつぎこちない萌え描写も本作品を特徴付けている（徳光の画風は萌え漫画向きではないため、むしろそれを自虐的ギャグとした漫画ともいえる）。

## あらすじ
時は現代。来るべき宇宙世紀においてガンダムを倒しジオンを勝利へ導くため、妹・月蔵奈打は自分より強くて、自分と同じくらいジオンを愛する「お兄ちゃん」を求め戦う。

## 登場人物
月蔵奈打（つきぐら・なだ）
ジオン空手の二代目継承者。自分より強くて、自分と同じくらいジオンを愛する男を見つけ出して兄とし、また伴侶とすることを願っている。その目的は、未来において自分達の子孫にガンダムを倒させること。ジオンのノーマルスーツに身を包み、ジオンのモビルスーツ様式の角を前頭部に着けている。国葬アッパー、イセリナダイブ、ゲルドル波などの技を持つ。本名は月蔵歩央（つきぐら・フォウ）で、月蔵奈打というのはジオン空手継承者名である。名前の由来はジオン軍の月面基地「グラナダ」。
木槍保留二亜（きやりほ・るにあ）
ツインテールに眼帯の少女。ガンダムごっこを通じて兄の期待に応えるため、思い込みだけでドムの機動性と攻撃能力を身に付けるに至った（眼帯もドムのモノアイを再現するためであって、ガンダムごっこ以外では外している）。ヒート・サーベル、ジャイアント・バズ、ジェット・ストリーム・アタックを生身のままで完璧に再現する。兄が大切にするガンダムを守るため、打倒ガンダムを唱える月蔵奈打と敵対するが、お兄ちゃん好き、ジオン好きという点では共通しているため、ライバルでありながら友情も成立している。名前の由来はジオン軍の地上拠点「キャリフォルニアベース」。
主人公の月蔵よりも人気が高く、『∀ガンダム』のキャラクターデザイナーのあきまんのイラストコラムや峠比呂の『カードビルダー』の解説漫画など、「ガンダムエース」のコーナーで何度かゲスト出演している。
ガンダムシスター
またの名を妹ガンダム（タイトルキャラクター）。メイド服の眼鏡っ子。エプロンドレスにガンダム様のモールド線が引かれている。体の一部を1/1スケールのガンダムのパーツへ変化させる技を持つ。ガンダム星人の生き残り。兄の仇を討つため、月蔵奈打に戦いを挑む。「顔が出ている」「メガネで変身」「エプロンドレスにガンダムの線描いただけ」という『庵野版』のパロディ。
ガンダムマン78
RX-78星雲のガンダム星に住んでいるガンダム星人の生き残りであり、ガンダムシスターの兄。ガンダム星は、月蔵奈打が発射したゲルドル波によって破壊された。本来ならガンダム星人は空を飛ぶことが出来、脱出は可能だったのだが、5倍のゲインの話に夢中でゲルドル波に気づかず、ガンダム一族は滅び、星も砕け散ってしまった。ガンダムらしいあらゆる攻撃で追い詰めるが、奈打のジオン空手「ジオンのためにその16「北宋ハンマー」」という空手でも何でもない凶器攻撃によって敗れた。『ウルトラマン80』のパロディ。
モーちゃん
奈打と妹ガンダムの戦いの最中いきなり現れたモノアイを持つ謎のパンダ。歩く時にもきゅもきゅという効果音、指をしゃぶってちゅーちゅーなどのかわいいは別腹の威力で奈打や妹ガンダム、更には留二亜までもが戦意を無くす。
神イグサ
全世界の生物をガンダムに作り変え、5倍のゲインの喜びを与える神。姿はガンダムマンに似ている。魔法のステッキらしきもので人々をガンダム星人に変身させる。モノアイを潰すことで快感を味わう。最終的に、留二亜、奈打、妹ガンダムのコンビネーション（偶然）によって倒される。名前の由来はガンダムを制作したサンライズの所在地である上井草。
本武蘭（ほんぶ・らん）
本名は月蔵摺威（つきぐら・スリー）。本武家に養子に出された元月蔵家四姉妹の三女。ジオン空手継承者争いで月蔵奈打に敗れた。容姿は奈打に似ているが、声が違い、ジオン空手継承者の証の角が無い。ゲルドル波のエネルギーを溜めることは出来るが、発射は出来ない。名前の由来はガンダム世界の月面都市「フォン・ブラウン」。
茨野祖乃（いばらの・その）
本名は月蔵腕（つきぐら・ワン）。元月蔵家四姉妹の長女。ジオン空手継承者争いで月蔵奈打に敗れた。臥薪嘗胆の念でジオン空手を超える空手、デラーズ空手を創ったデラーズ空手の創始者。デラーズ空手で奈打を倒し、月蔵奈打になり、兄に認めてもらう事が目標。名前の由来はデラーズ・フリートの本拠地「茨の園」。
嫌立終（やだて・おわり）
終盤になって何の伏線もなく唐突に現れた神をも超える最強の敵。「こんな世界嫌（や）だって」という理由で「嫌立終ビーム」を使って月蔵奈打と留二亜以外の世界中の全てを一瞬で消し去る「最終回」を具体化したキャラクター（デウス・エクス・マキナ）である。その世界を「公式ガンダム世界」から切り離す力を持ち、ジオン空手や留二亜のドムごっこを無力化してしまう。姿はガンダムの初期企画「フリーダムファイター・ガンボーイ」のガンボーイに似ており、名前の由来はガンダムの原作者である矢立肇。
暴尾亜空（あばお・あくう）
同作者の漫画『濃爆おたく先生』の主人公で、モーちゃんによって嫌立終に滅ぼされた（＝最終回となった）別の世界より連れてこられる。猛烈なジオン軍オタクで、世界が消滅したことで｢宇宙世紀がこない」と嘆く月蔵に「人類が増えすぎれば宇宙世紀は来るよ」とにこやかに語る。
なお、電子書籍としてkindle ダイレクト・パブリッシングで配信されている『濃爆おたく先生』の最終回では嫌立終の登場シーンが加筆され、「妹ガンダム2巻に続く」という終わり方になっている。

## 単行本
- 第1巻 ISBN 4-04-713892-4
- 第2巻 ISBN 4-04-715078-9